# Division aéronautique de la Garde côtière islandaise
La division aéronautique des garde-côtes islandais est l'unité aérienne des garde-côtes islandais,.

## Historique
La division aéronautique de la Garde côtière a été fondée le 10 décembre 1955 lors de l’acquisition d’un hydravion Consolidated PBY-6A Catalina. Originaire des forces de défense islandaises, il a été endommagé près de Langanes en 1954. Il a été enregistré sous l'immatriculation TF-RAN et surnommé Rán.
Actuellement, les garde-côtes islandais exploitent trois hélicoptères Super Puma Aerospatiale AS-332L1, immatriculés TF-LIF, TF-SYN et TF-GNA.
En réponse au retrait des forces de défense islandaises en 2006, les garde-côtes ont utilisé quatre hélicoptères, dont l’Aérospatiale SA-365N-1 Dauphin 2 TF-EIR loué, mais ce nombre a depuis été réduit à trois Super Puma.
La Garde côtière exploite également un Bombardier DHC-8-Q314, immatriculé TF-SIF, modifié pour la surveillance et la reconnaissance maritimes. L'unité a considérablement modifié l'avion pour y intégrer un système de gestion de mission moderne ainsi qu'une suite de capteurs de surveillance, des portes à commande pneumatique et des équipements de communication/navigation. Il est parfois également utilisé pour la surveillance des éruptions volcaniques, par exemple. d'Eyjafjallajökull en 2010.
À la différence de la flotte, les avions des garde-côtes islandais ont des registres civils islandais standard, l’Althing (parlement) n’ayant jamais adopté de loi régissant les aéronefs militaires ou gouvernementaux. Depuis la création de la division, la réglementation relative aux avions civils standard est devenue plus restrictive. De ce fait, la Garde côtière ne peut plus utiliser d’aéronefs militaires comme elle le faisait auparavant. Néanmoins, les hélicoptères actuels sont équipés de matériel de vision nocturne américain de dernière génération, réservé aux forces armées américaines et aux armées de leurs alliés.

## Inventaire

### Aéronefs / hélicoptères actuellement utilisés
- TF-SIF est un Bombardier DHC-8-Q314 qui doit son nom à Sif, déesse et épouse de Thor, dieu du tonnerre et des trolls. Utilisé pour la surveillance maritime, il a remplacé le Fokker F-27.

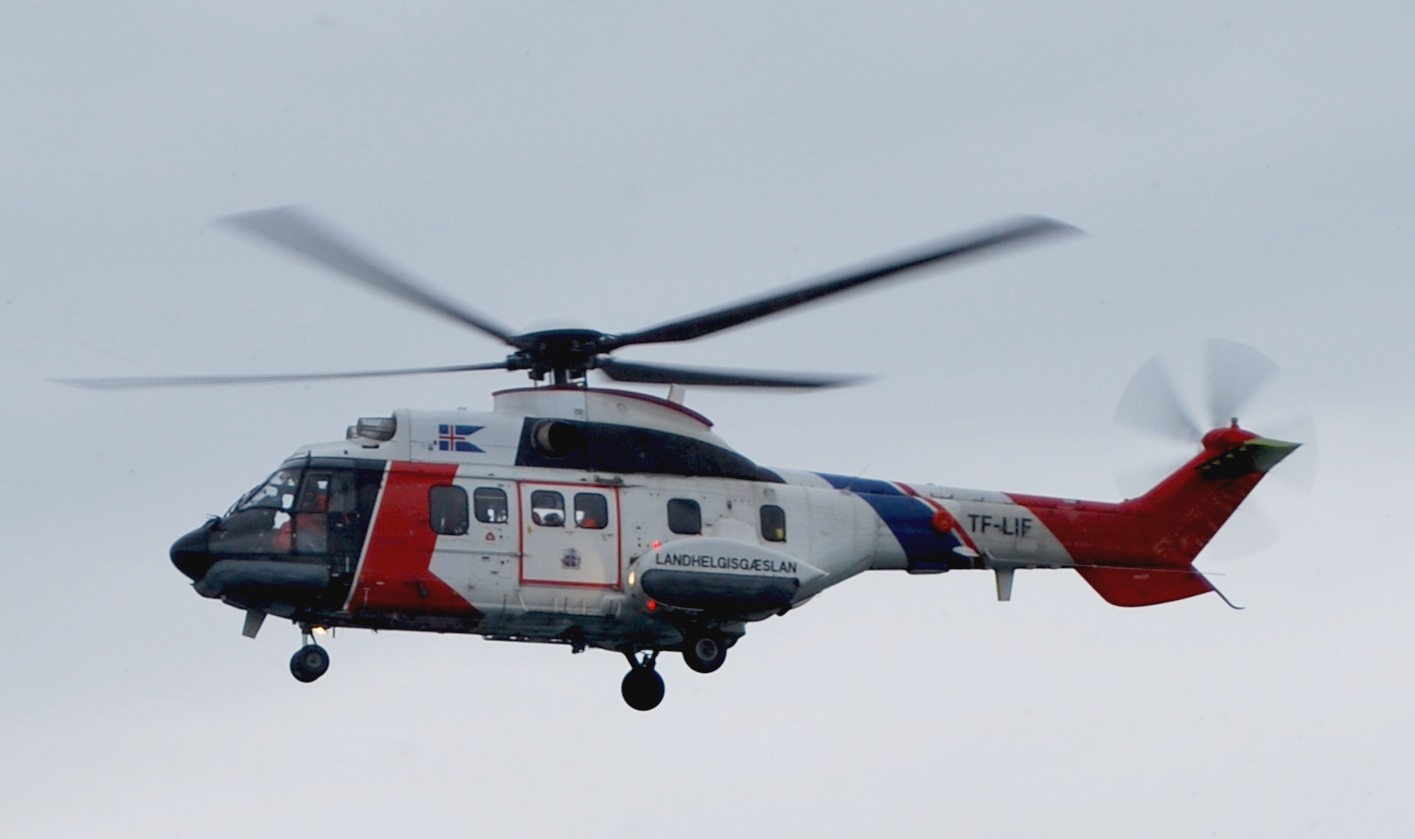
Hélicoptère TF-LIF, un Super Puma AS 332L1

- TF-LIF est un Super Puma AS-332L1 nommé d'après Líf, la seule femme qui survivra à Ragnarök. Utilisé pour la surveillance maritime et les opérations de recherche et de sauvetage.

### Aéronefs loués actuellement exploités
- TF-GNA et TF-SYN sont des Eurocopter AS 332L1 Super Puma, loués à Airlift AS en Norvège, ils ont été mis en service pour renforcer le TF-LIF, propriété des garde-côtes.

### Aéronefs déclassés

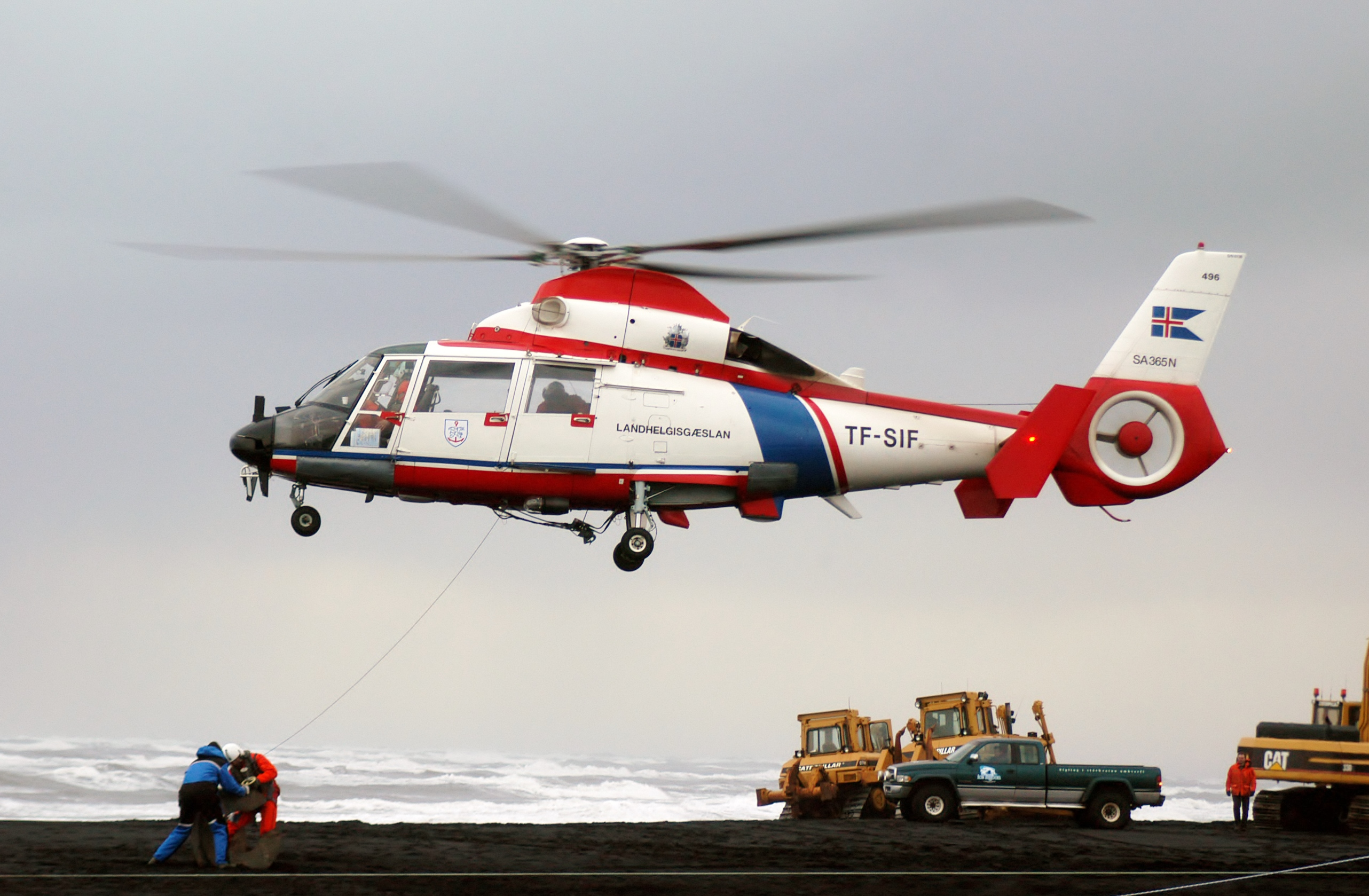
Ancien hélicoptère des garde-côtes islandais

- TF-RAN Consolidated PBY-6A Catalina, nommée d'après Rán.
- TF-SIF Douglas C-54 Skymaster
- TF-SYR Fokker F27 Friendship-200.
- TF-EIR Bell 47J. Copropriété entre les garde-côtes et l'Association nationale de sauvetage en Islande. Le tout premier hélicoptère SAR immatriculé en Islande.
- TF-GNA Sikorsky S-62. Copropriété entre les garde-côtes et l'Association nationale de sauvetage en Islande.
- TF-HUG Bell 47G nommé d'après Huginn, l'un des corbeaux d'Odin qui a survolé le monde tous les matins pour rassembler des informations à son sujet.
- TF-MUN Bell 47G nommé d'après Muninn, l'un des corbeaux d'Odin qui a survolé le monde tous les matins pour recueillir des informations à son sujet.
- TF-GRO Hughes 500C Defender.
- TF-RAN Sikorsky S-76 Spirit.
- TF-GRO Hughes 500C Defender.
- TF-GRO Eurocopter AS 350B Ecureuil.
- TF-SIF était un Aérospatiale SA 365N Dauphin II, exploitée de 1984 à 1985.
- TF-SIF était un Aérospatiale SA 365N Dauphin II. Il a été acheté neuf en 1985 mais a été détruit après un atterrissage d'urgence en mer en juillet 2007[5].
- TF-SYN était un Fokker F-27-200 Friendship, acheté neuf en 1976 et utilisé jusqu’en 2009. Conservé au Musée de l’aviation d’Akureyri.
- TF-EIR est un Aérospatiale SA-365N-1 Dauphin 2.

### Base
- Base aéronavale de Keflavik